# Лотоцкий, Александр Игнатьевич
Александр Игнатьевич Лото́цкий (укр. Лотоцький Олександр Гнатович; 21 марта 1870 или 9 марта 1870, Бронница, Подольская губерния — 22 октября 1939, Варшава) — украинский общественно-политический деятель, писатель, публицист, учёный.

## Биография
Окончил Киевскую Духовную академию (1896). В 1900—1917 годах служил чиновником государственного контроля в Киеве и Санкт-Петербурге. Секретарь благотворительного общества издания общеполезных и дешевых книг. Член Общества украинских прогрессистов. В 1917 — один из организаторов Украинской Национальной Рады в Петрограде, русский губернский комиссар Буковины и Покутья. Осенью 1917 года — генеральный писарь Генерального секретариата Украины.
Соучредитель издательства «Возраст», инициатор полного издания «Кобзаря» 1907 г. и решения Санкт-Петербургской академии наук «Об отмене стеснений малорусского печатного слова» 1910 г.
Видный деятель Украинской партии социалистов-федералистов (1917).
В 1919—1920 годах — председатель дипломатической миссии УНР в Турции. Как министр исповеданий Директории добился провозглашения автокефалии Украинской православной церкви в 1919 году.
В 1927—1930 годах — министр внутренних дел правительства УНР в изгнании. Основатель и директор Украинского научного института в Варшаве (1930—1938). Печатался в варшавском двухмесячнике «Sprawy Narodowościowe».